# Hemitrichapion lanigerum
Hemitrichapion lanigerum – gatunek chrząszcza z rodziny pędrusiowatych i podrodziny Apioninae. Zamieszkuje Europę i Zakaukazie. Żeruje na bobowatych.

## Taksonomia
Gatunek ten opisany został po raz pierwszy w 1864 roku przez Josepha A. Wenckera na łamach „L'Abeille” pod nazwą Apion lanuginosum. Okazała się ona jednak młodszym homonimem, w związku z czym Max Gemminger zastąpił ją w 1871 roku nazwą Apion lanigerum. W 1990 roku omawiany takson umieszczony został przez Miguela Á. Alonsa-Zarazagę w podrodzaju Tinocyba w obrębie rodzaju Hemitrichapion.

## Morfologia
Chrząszcz o ciele długości od 1,9 do 2,3 mm. Ubarwienie ma czarne z ciemnoniebieskimi do czarnoniebieskich pokrywami, nieco silniej połyskującymi niż u podobnego H. rapulum; w przeciwieństwie do H. pavidum czułki są całe czarne lub co najwyżej podstawę trzonka mają nieznacznie rozjaśnioną. Ciało porośnięte jest włoskami (włosowatymi łuskami), które to tworzą zagęszczenia (łatki) pod oczami, na przedpiersiu, przednich biodrach, mezopleurach, bokach śródpiersia, metapleurach i bokach zapiersia. Wyraźne owłosienie wierzchu ciała powoduje, że owad wygląda na szarawo połyskującego.
Głowę cechują dość mocno wyłupiaste oczy oraz matowa, drobno punktowana rzeźba na ciemieniu sięgająca aż do przedniej krawędzi przedplecza. Ryjek jest zakrzywiony w stopniu niewielkim, mniejszym niż u H. rapulum. U samicy jest nieco krótszy niż głowa i przedplecze razem wzięte, a samca nieco dłuższy od przedplecza.
Przedplecze ma zarys mniej lub bardziej trapezowaty, od środka ku tyłowi nie zwężający się. Punktowanie na jego powierzchni jest gęste i niezbyt grube, a podłużny bruzdkowaty dołek przedtarczkowy zwykle występuje tylko w jego tylnej połowie, nie przekraczając środka długości. Pokrywy są podługowato-owalne i najszersze w połowie. Odnóża samca cechują się brakiem cierniowatych wypustek (mucro) na goleniach środkowej pary.
Pierwszy spośród widocznych sternitów odwłoka nie ma guzka pośrodku.

## Ekologia i występowanie
Owad ten zasiedla suche i ciepłe stanowiska. Aktywne osobniki dorosłe obserwuje się od maja do listopada. Są oligofagicznymi fitofagami bobowatych. Stwierdzono ich żerowanie na cieciorce C. valentina, janowcu barwierskim, komonicy zwyczajnej, koniklecy czubatej i topornicy pstrej. Rośliny żywicielskie larw pozostają nieznane.
Gatunek palearktyczny, w Europie znany z Hiszpanii, Francji, Luksemburga, Niemiec, Szwajcarii, Austrii, Włoch i Grecji, a w Azji z Gruzji i Armenii. W Europie Środkowej jego północna granica zasięgu biegnie przez Hesję, Frankonię i Turyngię, a wschodnia przez Bawarię i Górną Austrię.